# Mistrzostwa Europy w Szermierce 2012
Mistrzostwa Europy w Szermierce 2012 – 25. edycja odbyła się w Legnano (Włochy) w dniach 15–20 czerwca 2012. Półfinał i finał odbył się w Zamku di Legnano.

## Program
| ● | Ceremonia otwarcia | ● | Finał | ● | Ceremonia zamknięcia |

| Lipiec               | 14        | 15        | 16        | 17      | 18        | 19        | T  |
| -------------------- | --------- | --------- | --------- | ------- | --------- | --------- | -- |
| Ceremonie            | ●         |           |           |         |           | ●         |    |
| Floret indywidualnie |           | mężczyźni |           | kobiety |           |           | 2  |
| Floret drużynowo     |           |           |           |         | mężczyźni | kobiety   | 2  |
| Szabla indywidualnie | mężczyźni | kobiety   |           |         |           |           | 2  |
| Szabla drużynowo     |           |           | mężczyźni |         | kobiety   |           | 2  |
| Szpada indywidualnie | mężczyźni |           |           | kobiety |           |           | 2  |
| Szpada drużynowo     |           |           | kobiety   |         |           | mężczyźni | 2  |
| Medale               | 2         | 2         | 2         | 2       | 2         | 2         | 12 |

## Klasyfikacja medalowa
| Lp. | Państwo         | złoto | srebro | brąz | Razem |
| --- | --------------- | ----- | ------ | ---- | ----- |
| 1   | Rosja           | 7     | 1      | 3    | 11    |
| 2   | Włochy          | 2     | 0      | 2    | 4     |
| 3   | Rumunia         | 1     | 3      | 0    | 4     |
| 4   | Ukraina         | 1     | 1      | 2    | 4     |
| 5   | Szwajcaria      | 1     | 0      | 1    | 2     |
| 6   | Francja         | 0     | 3      | 1    | 4     |
| 7   | Niemcy          | 0     | 1      | 4    | 5     |
| 8   | Estonia         | 0     | 1      | 1    | 2     |
| 9   | Grecja          | 0     | 1      | 0    | 1     |
| =   | Węgry           | 0     | 1      | 0    | 1     |
| 11  | Polska          | 0     | 0      | 2    | 2     |
| 12  | Białoruś        | 0     | 0      | 1    | 1     |
| =   | Wielka Brytania | 0     | 0      | 1    | 1     |

## Medaliści

### Mężczyźni
| Złoto                                                                                 | Srebro                                                                                 | Brąz                                                                              |
| Floret                                                                                |                                                                                        |                                                                                   |
| Aleksiej Czeriemisinow                                                                | Benjamin Kleibrink                                                                     | Richard Kruse Michał Majewski                                                     |
| Włochy · Valerio Aspromonte · Giorgio Avola · Andrea Cassarà · Andrea Baldini         | Francja · Enzo Lefort · Erwann Le Péchoux · Victor Sintès                              | Niemcy · Benjamin Kleibrink · Peter Joppich · Sebastian Bachmann · André Weßels   |
| Szabla                                                                                |                                                                                        |                                                                                   |
| Aleksiej Jakimienko                                                                   | Boladé Apithy                                                                          | Alaksandr Bujkiewicz Andrij Jahodka                                               |
| Rosja · Wieniamin Rieszetnikow · Aleksiej Jakimienko · Nikołaj Kowalow · Pawieł Bykow | Rumunia · Florin Zalomir · Tiberiu Dolniceanu · Rareș Dumitrescu · Alexandru Sirițeanu | Niemcy · Max Hartung · Nicolas Limbach · Benedikt Wagner · Matyas Szabo           |
| Szpada                                                                                |                                                                                        |                                                                                   |
| Pawieł Suchow                                                                         | Nikolai Novosjolov                                                                     | Max Heinzer Jörg Fiedler                                                          |
| Szwajcaria · Max Heinzer · Fabian Kauter · Benjamin Steffen · Florian Staub           | Węgry · Gábor Boczkó · Géza Imre · Péter Somfai                                        | Ukraina · Bohdan Nikiszyn · Dmytro Kariuczenko · Maksym Chworost · Anatolij Herej |

### Kobiety
| Złoto                                                                               | Srebro                                                                      | Brąz                                                                                      |
| Floret                                                                              |                                                                             |                                                                                           |
| Inna Dierigłazowa                                                                   | Kamiłła Gafurzianowa                                                        | Łarisa Korobiejnikowa Arianna Errigo                                                      |
| Włochy · Valentina Vezzali · Arianna Errigo · Elisa Di Francisca · Ilaria Salvatori | Francja · Corinne Maîtrejean · Ysaora Thibus · Astrid Guyart · Anita Blaze  | Rosja · Inna Dierigłazowa · Kamiłła Gafurzianowa · Łarisa Korobiejnikowa · Aida Szanajewa |
| Szabla                                                                              |                                                                             |                                                                                           |
| Olha Charłan                                                                        | Wasiliki Wujuka                                                             | Aleksandra Socha Marion Stoltz                                                            |
| Rosja · Jekatierina Djaczenko · Julija Gawriłowa · Sofja Wielika · Aida Szanajewa   | Ukraina · Olha Charłan · Ołena Chomrowa · Hałyna Pundyk · Olha Żownir       | Włochy · Ilaria Bianco · Alessandra Lucchino · Gioia Marzocca · Irene Vecchi              |
| Szpada                                                                              |                                                                             |                                                                                           |
| Simona Alexandru                                                                    | Anca Măroiu                                                                 | Monika Sozanska Lubow Szutowa                                                             |
| Rosja · Wioletta Kołobowa · Tatjana Łogunowa · Anna Siwkowa · Lubow Szutowa         | Rumunia · Ana Maria Brânză · Loredana Dinu · Simona Alexandru · Anca Măroiu | Estonia · Julia Beljajeva · Irina Embrich · Erika Kirpu · Kristina Kuusk                  |

## Skład reprezentacji Polski
| kobiety floret Karolina Chlewińska Anna Rybicka (Sietom AZS AWFis Gdańsk) Sylwia Gruchała (Sietom AZS AWFis Gdańsk) Martyna Synoradzka (AZS AWF Poznań) Małgorzata Wojtkowiak (Sietom AZS AWFis Gdańsk) szabla Aleksandra Socha-Szelagowski (AZS AWF Warszawa) Bogna Jóźwiak (OŚ AZS Poznań) Małgorzata Kozaczuk Katarzyna Kędziora (OŚ AZS Poznań) szpada Magdalena Piekarska (AZS AWF Warszawa) Ewa Nelip (AZS AWF Warszawa) Małgorzata Bereza (AZS AWF Katowice) Małgorzata Stroka (AZS AWF Warszawa) | mężczyźni floret Leszek Rajski (Wrocławianie) Paweł Kawiecki (Sietom AZS AWFiS Gdańsk) Michał Majewski Radosław Glonek (Sietom AZS AWFiS Gdańsk) szabla Marcin Koniusz (AZS AWF Katowice) Adam Skrodzki (AZS AWF Katowice) Maciej Regulewski Damian Skubiszewski (TMS Zagłębie Sosnowiec) szpada Michał Adamek Radosław Zawrotniak (AZS AWF Kraków) Tomasz Motyka (AZS AWF Wrocław) Piotr Kruczek (AZS AWF Kraków) Krzysztof Mikołajczak (St. Szerm. Legia Warszawa) |